# Ці

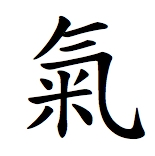
Ієрогліф «ці» в традиційному китайському написанні

У традиційній культурі Китаю, ці  (кит. трад. 氣, спр. 气, піньїнь:  qì, акад. ці; яп. 気, кириліз.: кі ) — фундаментальний принцип, частина, що формує будь-яке живе створіння. Ці часто перекладається як життєва енергія, життєва сила, потік енергії. Ці є основним принципом у традиційній китайській медицині та китайських бойових мистецтвах.
Концепції, ідентичні або схожі на ці, можуть бути знайдені у багатьох культурах, наприклад, прана у ведичній філософії, мана в гавайській культурі, віталізм у західній культурі, божа енергія. Деякі елементи ці можуть бути зрозумілі як енергія, особливо у письменників та практиків різних езотеричних форм спіритуалізму та народної медицини.

## Мовні аспекти
Ці — багатозначне слово.
Ці перекладається як;

① повітря; газ ② запах ③ дух; бадьорість; мораль ④ життєва/матеріальна енергія (у китайській метафізиці) ⑤ тон; атмосфера; ставлення ⑥ гнів ⑦ подих; дихання ⑧ пар, туман
У мовах Східної Азії ці має три логографи:
氣 — традиційний китайський ієрогліф, корейський ханджа та японський кюдзітай («стара форма ієрогліфа») кандзі
気 — японський кандзі сіндзітай («нова форма ієрогліфа»)
气 — спрощений китайський ієрогліф.
Також, ці 炁 є незвичайним символом, особливо використовуваним для написання даоських талісманів.

## Науковий погляд
Існування Ці науково не доведено. У консенсусній заяві 1997 року про акупунктуру Національного інституту охорони здоров’я Сполучених Штатів зазначено, що такі поняття, як ці, «важко узгодити з сучасною біомедичною інформацією».

## Суспільство
Англійське слово qi дуже часто використовується в словникових іграх (англ. Word game), наприклад Scrabble, оскільки містить літеру q без літери u.
Елементи концепції ці існують у кінематографі, наприклад, «сила» у «Зоряних війнах». Поняття ці також використовується для позначення життєвої енергії в іграх, зокрема в Dungeons & Dragons монах здатен керувати енергією ці.